# Tomoyuki Arata
Tomoyuki Arata (荒田 智之?, Arata Tomoyuki; Shizuoka, 3 ottobre 1985) è un ex calciatore giapponese, di ruolo attaccante.

## Palmarès

### Club

#### Competizioni internazionali
- Coppa Suruga Bank: 1

Júbilo Iwata: 2011